# Апостол Матија
Матија (хебрејски Матанја, дар Јахвеа, одговара српском имену Божидар) је онај апостол који би изабран да замени Јуду Искариотског после издаје и самоубиства задњег, због чега Матију понекад називају и тринаестог апостола. После тога не помиње се више у Светом писму. По црквеној традицији проповедао је Јеванђеље по Јудеји и Етиопији, а страдао је мученичком смрћу каменовањем у Јерусалиму.

## Предање
Родом је био из Витлејема, а учио се код светог Симеона Богопримца у Јерусалиму. Када је Господ изашао на проповед о царству Божјем, тад се и Матија придружио онима који су волели Господа, јер га је и он волео свим срцем и са насладом је слушао и гледао Његове речи и дела.

#### Матијина чудеса и проповед у Јудеји и Етиопији
Након што је примио Свети Дух, почео је да проповеда Јеванђеља и проповедао је у Јудеји, па у Етиопији, где је претрпео велике муке ради Христа. Сматра се да је проповедао и по Македонији где су хтели да га ослепе, али је постао невидљив за своје мучитеље па је тако избегао опасност.
Пошто је био у тамници, Господ му се јавио и ослободио га је. Касније се вратио у Јудеју, где је оптужен и изведен на суд пред првосвештеника Анана пред којим је неустрашиво сведочио о Христу. Анан га је осудио на смрт, па су га извели и убили камењем, да би му касније секиром одсекли главу. Одсецање главе је било римски начин убијања осуђених, а Јевреји су применили тај начин над мртвим човеком да би показали Римљанима како је убијени био и римски противник.